# Wyżni Niespodziany Stawek
Wyżni Niespodziany Stawek (słow. Vyšné Studené pleso) – mały stawek położony na wysokości ok. 1808 m n.p.m. w górnych partiach Doliny Staroleśnej, w słowackich Tatrach Wysokich. Pomiary pracowników TANAP-u z lat 60. XX w. wykazują, że ma powierzchnię ok. 0,150 ha i wymiary 76 × 33 m. Leży w kotlinie zwanej Niespodzianym Ogródkiem, u podnóża południowej ściany Strzeleckiej Turni. Wyżni Niespodziany Stawek znajduje się w grupie Niespodzianych Stawków wchodzących w skład 27 Staroleśnych Stawów, które rozsypane są po całej Dolinie Staroleśnej. Stawek ten jest największy z grupy tychże stawków, pozostałe to: Pośredni i Niżni Niespodziany Stawek. Do Wyżniego Niespodzianego Stawku nie prowadzą żadne znakowane szlaki turystyczne.